# Шиске, Карл
Карл Губерт Рудольф Шиске (нем. Karl Hubert Rudolf Schiske; 12 февраля 1916, Дьёр, Австро-Венгрия — 16 июня 1969, Вена) — австрийский композитор.

## Жизнь и творчество
Родился в венгерской части Австро-Венгрии. После развала этого государства семья Шиске перебралась в 1922 году в Нижнюю Австрию. Изучал музыкальную композицию и игру на фортепиано в Вене в Новой консерватории, завершил своё образование в 1940 году в Венской музыкальной академии. Кроме музыки изучал в Венском университете историю искусств, философию и физику. Ещё в 1939 году, когда К. Шиске был студентом, его сочинения исполнялись Венским симфоническим оркестром.
В 1940 он был призван в гитлеровскую армию. В 1943—1945 годах композитор создал несколько произведений, среди них ораторию К смерти, посвящённую брату, погибшему в 1944 году под Ригой. После окончания войны работал учителем музыки в Штирии и свободным композитором, жил в Вене и Орте-на-Дунае. Это время было наиболее плодотворным для композитора, он писал свои Симфонии № 2-4, камерный концерт для оркестра и некоторые другие камерные произведения. С 1952 года К. Шиске преподавал музыкальную композицию в Венской высшей школе музыки. В том же году получил звание профессора и был награждён австрийской Государственной премией (за ораторию К смерти). В 1957 году он стал одним из основателей венской студии электронной музыки. В 1966—1967 годах — профессор Калифорнийского университета в Риверсайде.
К. Шиске был членом Международного общества современной музыки Австрии.
Сын — пианист и композитор Роберт Майек.

## Награды
- 1950: Музыкальная премия города Вена
- 1960: Премия Теодора Кёрнера
- 1960: Австрийский почётный крест за заслуги в области науки и искусства
- 1967: Австрийская Большая государственная премия в области музыки
- 1968: Золотой почётный знак за заслуги перед Австрийской республикой
- 1970: Премия земли Нижняя Австрия за заслуги в области культуры